# エネルホダル包囲戦
エネルホダル包囲戦（エネルホダルほういせん）は、ロシアのウクライナ侵攻中のウクライナ南部攻勢で生じたザポリージャ州エネルホダルに対する包囲戦である。エネルホダルはザポリージャ原子力発電所の所在地で、同発電所はウクライナ全原子力発電の約半分を発電しており、近くのザポリージャ火力発電所と合わせてウクライナで生成される総電力の5分の1以上を発電している 。

## 経緯
2月28日、ロシア国防省は、エネルホダル市とザポリージャ原子力発電所を占領したと発表した。しかし、エネルホダル市長、ドミトロ・オルロフは、都市と発電所が占領されたことを否定した。地元の市民は後に発電所への道と都市への入口を封鎖し、ロシア軍を引き返すことを余儀なくさせた。
3月1日、ウクライナ当局は、ロシア軍が都市を取り囲み、ロシアの車両が14:00頃にエネルホダールに向かったと述べた。市長によればこの時点で、エネルホダルでの食糧の確保が難しくなっていた。夕方、地元住民による抵抗によりロシア軍の都市への侵入を阻止した。 
3月2日の朝、オルロフはロシア軍が再び都市に接近していると述べた。抵抗した市民たちは再び道路を封鎖した。市民はウクライナの旗を掲げ、封鎖の一環としてごみ収集車を使用した。オルロフは、ロシアの兵士が民間人の群衆に手榴弾を投げたとされるときに2人が負傷したとウクルインフォルムに語った   。18時までに、200人の住民と発電所の労働者が抗議に参加した。国際原子力機関事務局長のラファエル・グロッシは、IAEAはロシア当局からロシア軍が原子力発電所周辺の領土を支配していると連絡を受けたと述べた。 
3月3日、ロシア軍は発電所への攻撃を開始した。ロシアの砲撃により、管理棟と発電所の6ユニットの1つが発火した。施設の代表は、修復中の原子炉は、核燃料を含んでいたと述べた。消防士は戦闘のために消火活動が行えなかった。多数のロシアの戦車と歩兵がウクライナの防衛線を突破した後、IAEAはウクライナから通知を受けた。IAEAと米国エネルギー長官のジェニファー・グランホルムは、放射線レベルの上昇の兆候はないと述べた。
3月4日の朝、消防士の発電所への入場が許可され、消火できた。朝遅く、ロシア軍は放射線レベルに変化がないことを確認した後、発電所を接収した さらにロシア軍も街に進軍し、エネルホダルを占領した。オルロフは、この戦闘の結果街の暖房が機能しなくなったと述べた。

## 結果
ザポリージャ州知事は、3月5日、ロシア軍が都市を略奪した後に都市を去ったが、都市の状況は完全に自治体の管理下にあったと述べた。しかし、オルロフ市長は報告を否定し、ロシア軍が依然として都市と発電所の周辺を占領しており、自治体が依然として都市を管理していると述べた。ウクライナ軍南東方面本部は3月7日、エネルホダルがロシア軍の支配下にあることを確認した。
3月6日、IAEAは、ロシア軍が発電所の運用に介入していると述べ、「6基の原子炉ユニットの技術的運用措置も含むプラント管理のいかなる行動も、ロシアの司令官による事前の承認が必要である」と声明を発表した。さらに「ロシア軍はこの地の一部のモバイルネットワークとインターネットを切断にしたため、この場所から通常の通信はできない」と述べている。